# Miliusa saccata
Miliusa saccata är en kirimojaväxtart som beskrevs av Cecil Ernest Claude Fischer. Miliusa saccata ingår i släktet Miliusa och familjen kirimojaväxter. Inga underarter finns listade i Catalogue of Life.